# 妙探闖通關：自由警探
《妙探闖通關：自由警探》是由美國電子遊戲商LucasArts原先敲定在2002年開始進行開發，但之後在2004年製作中止的冒險遊戲。此作品是改自前LucasArts遊戲開發者史蒂夫·普賽爾所發表的漫畫《妙探闖通關》，內容是描述一對擬人化的狗警探山姆（Sam）與兔子小幫手麥斯（Max）所經歷各種委託案件的冒險故事。過去LucasArts曾在1993年推出以該漫畫所改編的遊戲《妙探闖通關 大腳之謎》，而遭到製作中止的《自由警探》起初是計劃要在Windows平台上推出。
此遊戲遭腰斬後不久，LucasArts開始資遣公司內冒險遊戲的設計師，並且在2006年宣稱在往後的10年裡，不會有意願回頭做過去在90年代常推出的冒險遊戲。但原先《自由警探》的開發團隊有離開LucasArts另起爐灶成立Telltale Games公司，除了有與史蒂夫·普賽爾繼續合作推出《妙探闖通關》系列的新遊戲外，另外也繼續開發LucasArts無願再投入的各種冒險遊戲作品。

## 遊戲內容
《自由警探》原先預定是繼1993年《大腳之謎》之後，《妙探闖通關》系列推出的第二款電子遊戲。在開發引擎上不採用過去LucasArts在冒險遊戲上使用的SCUMM或是GrimE，而是結合了《動力火箭人》或是《星際大戰：歐比王》等其它由LucasArts所推出遊戲裡頭各元素統整編製出的新引擎。
畫面上是採用3D圖形，並有將著色器、凹凸貼圖、光線映射等功能加在2D紋理上，以呈現出3D圖形效果。操控上則不像LucasArts推出的前幾款3D圖形冒險遊戲如《神通鬼大》或《猴島小英雄 逃離猴島》那般是使用鍵盤操作，而是改用LucasArts在90年代所發行2D圖形冒險遊戲作品裡使用的滑鼠點擊方式。與上一款作品《大腳之謎》相同，《自由警探》有添加各種的小遊戲在裡頭來讓玩家額外遊玩，且數量多達19種。另外也遵循著多數LucasArts冒險遊戲中常採用的原則，即玩家所操作的角色絕對不會死亡而造成遊戲結束情況發生。
故事情節在作品被宣佈製作中止之前都未有透露出太多詳情，但遊戲首席設計師麥克·施特姆勒曾有指出遊戲會包含六個內容互相略有關聯的劇情章節。任一章節都會去接洽奇異的案件，並且會有前往到太空站、或是由新異教主義所舉行的酒神節聚會等等各種五花八門地點。施特姆勒表示這樣子的安排是為了讓劇情驚爆點先暗藏住，來讓所有期待《妙探闖通關》表現的遊戲迷們最後能得到意外驚奇。而《妙探闖通關》原創者史蒂夫·普賽爾除協助施特姆勒的團隊構想劇情走向之外，也提供建議了有關美術、角色設計、場所地點等等概念內容。
角色上除了主角山姆與麥斯會登場之外，原作漫畫裡一位居住在他們事務所隔壁名叫菲利特·派波（Flint Paper）的性格怪異私人偵探也會露面。菲利特·派波在前一款遊戲《大腳之謎》裡僅被略微提及到，此回則會在劇情裡擔任關鍵角色。
基於遊戲劇情的表現方式，開發過程中有考慮採用以數位發行的方式來發售，並且有想到可以讓買家追加下載能力升級、其它的迷你遊戲、或是新的互動內容。當時開發團隊雖傾向以數位發行來販售，但LucasArts的管理部門反對這種方式，而是想沿用傳統的實體物品零售模式。

## 開發
LucasArts在2002年8月27日宣佈了此遊戲的開發，當時LucasArts的總裁西蒙·傑佛利表示著「這款《妙探闖通關》系列的遊戲續作，就如同近期所宣佈進行製作中的《極速天龍》續作《極速天龍：地獄之輪》一樣，完美地補足了LucasArts過去至今聞名的冒險遊戲作品，進一步支持了公司對大家所作的承諾，來投資及開發出更多我們固有理念的作品」。
於2003年5月12日舉行的E3電子娛樂展上，LucasArts宣佈了此款遊戲預計要2004年在Windows平台上推出，且正式的遊戲名稱是《妙探闖通關：自由警探》，當時除展示了遊戲部份完成內容之外，也提到在前一款遊戲《大腳之謎》裡分別擔任狗警探山姆與兔子麥斯配音的比爾·法默爾跟尼克·詹姆森兩人，都會再次受邀一同演出。但在該年8月裡，LucasArts宣佈了停止《極速天龍：地獄之輪》的製作，此情形讓澳洲電子遊戲雜誌《Hyper》開始猜測《自由警探》會面臨到相同結果的可能。對媒體產生的疑慮，LucasArts則對外保證《自由警探》會持續進行製作下去，並依照原先計劃會在2004年推出。
到了2004年年初期間，LucasArts重新宣佈了《自由警探》的正式發行時間，之後2月裡遊戲開發團隊的首席設計師麥克·施特姆勒也有參與了遊戲雜誌《PC Gamer》的訪談。不過在3月3日當天，LucasArts對外發佈中止了《自由警探》開發製作一事，當時LucasArts總經理麥克·尼爾森（Mike Nelson）表示著「基於評估目前市場的現狀，以及潛在經濟方面上的考量，我們認為現今已不是在家用電腦上推出冒險遊戲的時期了」。
此一聲明公開後，有媒體認為該抉擇代表著LucasArts往後在涉及冒險遊戲相關事物上將逐漸解少，並且似乎打算採用在遊戲市場上風險會較低的《星際大戰》主題遊戲來保持自己在業界的地位，而非他們過去在90年代所推出廣受好評的冒險遊戲作品。
根據麥克·施特姆勒的說法，開發會遭到取消是因為LucasArts收到一份由僱用的外部市場分析小組所寫報告，該報告表示著冒險遊戲在歐洲遊戲市場裡的情況並非呈現萎縮，而是「完全消失了」。
《自由警探》遭到取消開發一事，被媒體普遍認為是冒險遊戲在遊戲市場裡走向衰退的象徵。之後另有遊戲迷架設了名為「搶救《妙探闖通關》」（Save Sam & Max）的網站，連署了大約3萬2千多份的陳情內容，來向LucasArts表達他們的不滿。而在德國有一家名為Bad Brain Entertainment的遊戲公司，宣稱有和LucasArts進行談判以取得《自由警探》的開發權利，儘管該談判最後沒有任何結果發生。

## 後續
一些《自由警探》的開發成員在離開LucasArts後，在2004年6月成立了Telltale Games公司，來繼續製作LucasArts已不打算投入的冒險遊戲。
而史蒂夫·普賽爾在過了LucasArts持有該作品版權期限的2005年年中時期之後，把經銷權利轉交給Telltale Games，以讓他們開發《妙探闖通關》新作品。因Telltale Games成立時並未向LucasArts買下《自由警探》的遊戲製作權利，使得Telltale Games開發《妙探闖通關》新遊戲時，有關考慮是否沿用先前在《自由警探》類似方式來製作一事，則抱持較保守謹慎的態度。
在2006年10月，Telltale Games完成了繼1993年《大腳之謎》後的《妙探闖通關》新遊戲，該遊戲為《妙探闖通關 拯救世界》。

## 外部連結
- 保存在網站時光機上的《妙探闖通關：自由警探》官方網站（英文）